# Gyatsa
Gyatsa, även känd som Gyaca är ett härad (dzong) som lyder under Lhoka i Tibet-regionen i sydvästra Kina. Det ligger omkring 160 kilometer öster om regionhuvudstaden Lhasa. 